# Эстрелья, Мигель Анхель
Мигель Анхель Эстрелья (исп. Miguel Ángel Estrella; 8 июля 1936, Сан-Мигель-де-Тукуман — 7 апреля 2022[…], Иври-сюр-Сен) — аргентинский пианист и посол доброй воли ЮНЕСКО, а также член Трибунала Рассела.

## Биография
Эмигрировал из Аргентины в 1976 году в период процесса национальной реорганизации. В 1977 году в период военной диктатуры в Уругвае был заключен в тюрьму и подвергнут пыткам. Освобожден в 1980 году.
С 2007 года являлся аргентинским послом доброй воли ЮНЕСКО, а в 2010 он стал участником программы Студио Паис Бисентенарио, которую шла в эфире государственного «Канала 7». 11 марта 2013 года сенат Аргентины выбрал его в качестве защитника прав человека.